# Künstlerhaus Schloss Balmoral

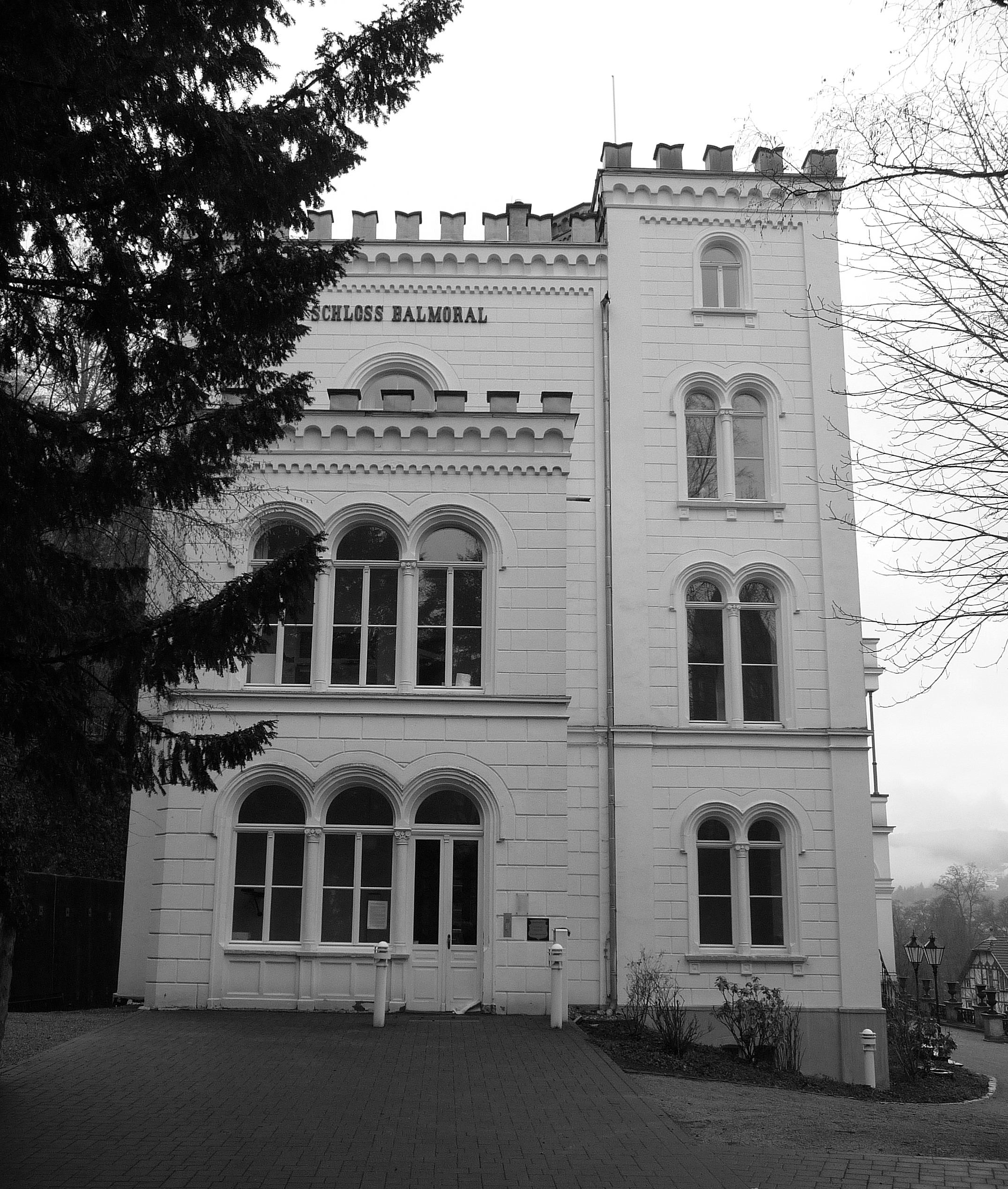
Schloss Balmoral

Das Künstlerhaus Schloss Balmoral in Bad Ems ist eine Einrichtung zur Förderung bildender Künstler. Träger des Künstlerhauses ist die Kunsthochschule Mainz an der Johannes Gutenberg-Universität Mainz.

## Förderungskonzept
Das Künstlerhaus fördert bildende Künstler aus dem In- und Ausland jeglichen Alters mit Anwesenheitsstipendien. Hinzu kommt ein Kuratorenstipendium für junge Geisteswissenschaftler. Mit Auslands-, Austausch- und Projektstipendien werden rheinland-pfälzische Künstler gefördert. 
Seit seiner Gründung im Jahr 1995 wird im Künstlerhaus Schloss Balmoral, dessen künstlerische Leitung bis 2002 der Kunsthistoriker Klaus Gallwitz innehatte, in den Disziplinen Malerei, Zeichnung, Bildhauerei, Installation, Fotografie, Video, Neue Medien und Landschaftskunst gearbeitet. Den Künstlern stehen eigene Wohnräume und Ateliers sowie eine Bibliothek mit ca. 6.000 Titeln hauptsächlich zur Moderne und Gegenwartskunst zur Verfügung. Seit 2013 werden die Stipendien jeweils für eine künstlerische Gattung oder ein Thema ausgeschrieben, die/das zu Beginn des Bewerbungszeitraumes eines jeden Jahres bekannt gegeben wird. Dieses bundesweit einmalige Angebot soll den inhaltlich künstlerischen Austausch unter den anwesenden Künstlerinnen und Künstlern intensivieren.
Es ist ein wichtiges Anliegen des Künstlerhauses Schloss Balmoral, die Stipendiaten der Öffentlichkeit zu präsentieren und auf dem Kunstmarkt zu etablieren. Ihre Arbeiten werden sowohl in Bad Ems als auch landesweit in Mainz bzw. Ludwigshafen und überregional z. b. in Prag, in Berlin oder  auf der Art Cologne und 2010 im Arp Museum Bahnhof Rolandseck gezeigt. Seit seiner Eröffnung 1995 hat das Künstlerhaus Schloss Balmoral über 200 Stipendiaten beherbergt. Insgesamt wurden über 300 Stipendien vergeben. Der Förderverein Balmoral 03 e. V. stiftete erstmals 2006 den Kunstpreis Balmoral 03 für Künstler aus Osteuropa und Russland.

## Geschichte des Gebäudes

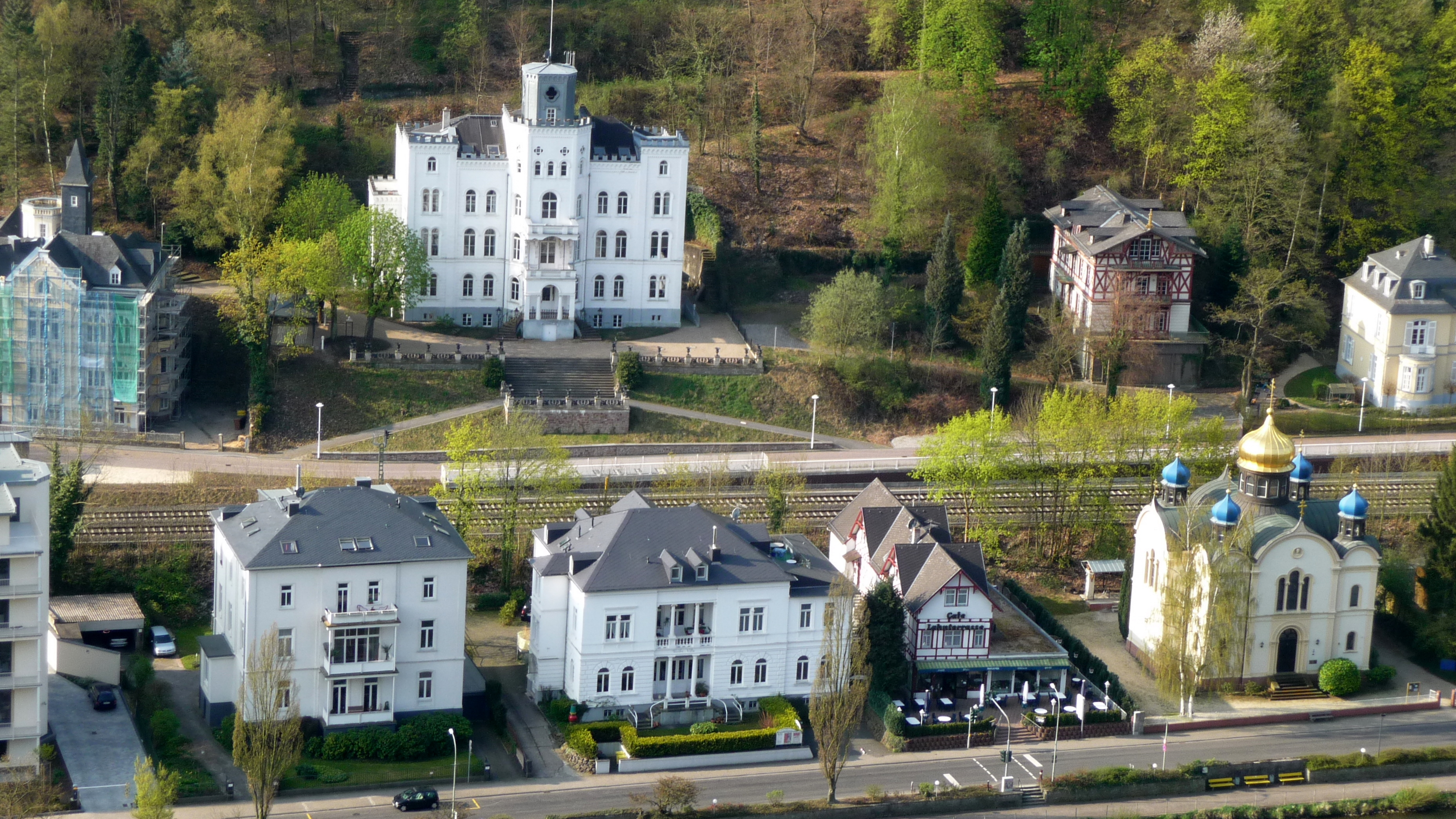
Erhöht am linken Lahnufer liegt das Schloss Balmoral

Das Gebäude ist eine dreigeschossige Villa im spätklassizistischem Stil. Sie steht am Hang des Malbergs leicht erhöht über den Nachbargebäuden am linken Lahnufer, nahe der 1876 eingeweihten russisch-orthodoxen Kapelle. Die Hauptfassade ist zur Lahn hin ausgerichtet, streng symmetrisch und trägt einen Zinnenkranz. Zwei Ecktürme flankieren das Gebäude, der Mittelrisalit deutet einen achteckigen Turm an, den ein oktogonaler tempelartiger Aufsatz krönt. Gegenüber am anderen Lahnufer liegt die Promenade des Kurortes Bad Ems.
Die Villa wurde 1867/68 als Wohnhaus für einen russischen Gutsbesitzer erbaut und von diesem Villa Diana genannt. Schon wenige Jahre später verkaufte er das Haus. 1882 erwarb es der Hotelier Georg Lang, der hier ein vornehmes Hotel für Kurgäste einrichtete, das unter dem Namen Schloss Balmoral firmierte (angelehnt an Balmoral Castle). Im 19. Jahrhundert wohnten hier unter anderem Nicolai Rimski-Korsakow, Richard Wagner und Francisco d’Andrade bei Kuraufenthalten. Ab 1935 wurde die Villa als Mietshaus genutzt. 1983 wurde sie unter Denkmalschutz gestellt. 1989 kaufte sie der Rhein-Lahn-Kreis, nach einer grundlegenden Renovierung wird sie seit 1995 als Künstlerhaus genutzt.